# Rowiny
Rowiny – wieś w Polsce położona w województwie lubelskim, w powiecie bialskim, w gminie Wisznice. Przez miejscowość przepływa niewielka rzeka Grabarka, dopływ Zielawy.
W latach 1975–1998 miejscowość administracyjnie należała do województwa bialskopodlaskiego. 
Wieś jest sołectwem w gminie Wisznice. Według Narodowego Spisu Powszechnego z roku 2011 wieś liczyła 165 mieszkańców i była dziesiątą co do wielkości miejscowością gminy.
Wierni Kościoła rzymskokatolickiego należą do parafii Przemienienia Pańskiego w Wisznicach.

## Historia
Rowiny w wieku XIX, wieś i folwark w powiecie włodawskim, gminie Horodyszcze, parafii Wisznice. W roku 1883 było tu 37 domów i 284 mieszkańców gruntu  3162 mórg, w tym 927 mórg włościańskich. W 1827 r. spis wykazał  22 domy i 138 mieszkańców. Wieś  wchodziła w skład dóbr Curyn . Według spisu powszechnego z roku 1921 miejscowość Rowiny posiadała 43 domy i 227 mieszkańców.